# پرچم برلین
پرچم برلین در ۲۶ مه ۱۹۵۴ پذیرفته شد.